# أحمد طبوق
أحمد محمود عبد الجليل طبوق، مقاوم فلسطيني ولد في نابلس عام 1960. أحد مؤسسي مجموعات الفهد الأسود المسلحة التابعة لحركة فتح في انتفاضة 1987-1993 الفلسطينية.

## نشاطه السياسي
كان عضوا في مجموعة الفهد الأسود التي أسسها مع عماد الناصر وهاني تيم وناصر البوز (اغتيلوا في تلك الفترة) من أوائل مجموعات العمل المسلح التي ظهرت في الضفة الغربية في فترة الانتفاضة. نفذت مجموعة الفهد الأسود هجمات مسلحة ولاحقت وأعدمت عملاء الاحتلال.
شارك بعد ذلك بتأسيس مجموعة صقور فتح المسلحة.

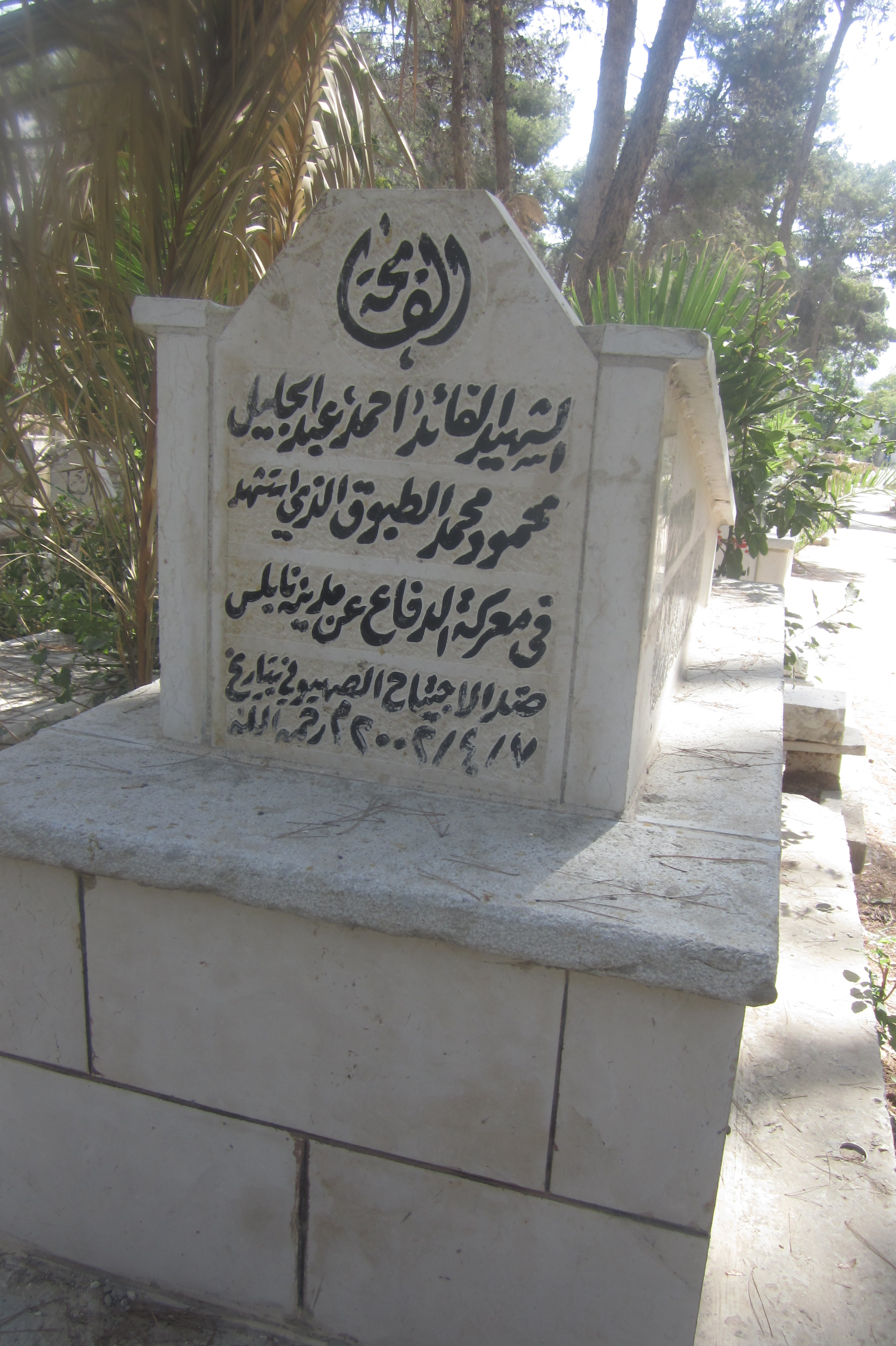
قبر الشهيد أحمد الطبوق في مقبرة نابلس الغربية (التقطت في آب 2015)

## إبعاد عائلته
لاحقت سلطات الاحتلال الإسرائيلي عائلة الطبوق وأبعدت أفرادا منهم إلى الأردن واعتقلت آخرين.

## وفاته
استشهد أحمد الطبوق في 7 نيسان 2002 في الدفاع عن مدينة نابلس أثناء اجتياح الجيش الإسرائيلي لمدن الضفة الغربية، في ما سمته إسرائيل عملية السور الواقي.